# Giorgi Tjanturia
Giorgi Tjanturia (georgiska: გიორგი ჭანტურია), född 11 april 1993 i Tbilisi, är en georgisk fotbollsspelare (mittfältare) som för närvarande spelar för Premjer-Liga-klubben FC Ural. 

## Karriär
Tjanturia inledde sin karriär i Tbilisiklubben FK Saburtalo. Där spelade han i sju år, och där han även under en period var utlånad till den spanska storklubben FC Barcelona. År 2011 gick han till den holländska klubben Vitesse Arnhem och han tävlingsdebuterade för klubben i Eeredivisie 2011/2012:s första matchomgång, då han startade i 0-0-matchen mot ADO Den Haag den 7 augusti 2011. Hans första mål för Vitesse gjorde han i sin andra tävlingsmatch för klubben, i 4-0-matchen mot VVV-Venlo.

### Statistik
| Klubb          | Säsong         | Liga    | Liga | Liga   | Cup     | Cup | Cup    | Kontinental | Kontinental | Kontinental | Totalt  | Totalt | Totalt |
| Klubb          | Säsong         | Matcher | Mål  | Assist | Matcher | Mål | Assist | Matcher     | Mål         | Assist      | Matcher | Mål    | Assist |
| -------------- | -------------- | ------- | ---- | ------ | ------- | --- | ------ | ----------- | ----------- | ----------- | ------- | ------ | ------ |
| Vitesse        | 2011/2012      | 15      | 3    | 2      | 2       | 0   | 0      | 0           | 0           | 0           | 17      | 3      | 2      |
| Vitesse        | Totalt         | 19      | 3    | 2      | 3       | 0   | 0      | 0           | 0           | 0           | 22      | 3      | 2      |
| Karriär totalt | Karriär totalt | 19      | 3    | 2      | 3       | 0   | 0      | 0           | 0           | 0           | 22      | 3      | 2      |